# Бакеєвка
Бакеєвка (рос. Бакеевка) — присілок в Кіровському районі Калузької області Російської Федерації.
Населення становить 17 осіб. Входить до складу муніципального утворення Село Бережки.

## Історія
Від 2004 року входить до складу муніципального утворення Село Бережки.

## Населення
| 2002 | 2010 |
| ---- | ---- |
| 61   | ↘17  |